# 和才奈々美
和才 奈々美（わさい ななみ、1991年7月5日 - ）は、日本の元女子バレーボール選手、指導者。

## 来歴
福岡県北九州市出身。2人姉妹の長女。小学3年生のとき、友人に誘われてバレーボールを始めた。
2014年3月6日、KUROBEアクアフェアリーズへの入団が発表された。同期入団は丸山紗季ら。同チーム在籍時は富士ゼロックス北陸株式会社に所属。
2018年3月21日、VチャレンジリーグI女子オールスターゲームに倉見夏乃、馬場ゆりからと共に選出され、同月24日に出場。
2019年3月16日、埼玉県の深谷市総合体育館で開催されたVチャレンジステージでのPFUブルーキャッツ戦に勝利しV1残留が確定。
2019年5月31日、KUROBEアクアフェアリーズ公式サイトにて退団が発表された。
2019年8月23日、PFUブルーキャッツ公式サイトにて、同チームへの移籍入団が発表された。
2021-22シーズン終了をもって現役引退し、PFUのコーチに就任した。
2024年4月にPFUを退団。6月に群馬グリーンウイングスのコーチ就任が発表された。

## 選手としての特徴
- 2016-17シーズンはそれまでチームに1人しかいなかったリベロの選手が退団してしまったため、守備力を買われた和才が急遽リベロとして登録された。

## 人物・エピソード
- 実家は焼肉屋を営んでいる。

## 所属チーム

### 選手
- 北九州市立星ヶ丘小学校[1]
- 北九州市立木屋瀬中学校[1]
- 福岡県立直方高等学校
- 日本体育大学
- KUROBEアクアフェアリーズ #3（2014-2019年）
- PFUブルーキャッツ #33（2019-2022年）

### 指導者
- PFUブルーキャッツ（2022-2024年）
- 群馬グリーンウイングス（2024年-）

## 受賞歴
- 2014/15 Vチャレンジリーグ：最優秀新人賞[13]

## 個人成績
V.LEAGUEの個人成績は下記の通り
| 大会        | チーム      | 出場     | 出場        | アタック | アタック | アタック | アタック | バックアタック | バックアタック | バックアタック | バックアタック | アタック 決定本数 | ブロック | ブロック       | サーブ | サーブ         | サーブ   | サーブ | サーブ | サーブ   | サーブレシーブ | サーブレシーブ | サーブレシーブ | サーブレシーブ | 総得点      | 総得点      | 総得点   | 総得点      |
| ----------- | ----------- | -------- | ----------- | -------- | -------- | -------- | -------- | -------------- | -------------- | -------------- | -------------- | ----------------- | -------- | -------------- | ------ | -------------- | -------- | ------ | ------ | -------- | -------------- | -------------- | -------------- | -------------- | ----------- | ----------- | -------- | ----------- |
| 大会        | チーム      | 試 合 数 | セ ッ ト 数 | 打 数    | 得 点    | 失 点    | 決 定 率 | 打 数          | 得 点          | 失 点          | 決 定 率       | セ ッ ト 平 均    | 得 点    | セ ッ ト 平 均 | 打 数  | ノ 丨 タ ッ チ | エ 丨 ス | 失 点  | 効 果  | 効 果 率 | 受 数          | 成 功 ・ 優    | 成 功 ・ 良    | 成 功 率       | ア タ ッ ク | ブ ロ ッ ク | サ 丨 ブ | 得 点 合 計 |
| V1 2020-21  | PFU         | 20       | 46          | 14       | 2        | 1        | 14.3     | 1              | 0              | 0              | 0.0            | 0.04              | 0        | -              | 7      | 0              | 0        | 2      | 1      | -3.6     | 177            | 71             | 51             | 54.5           | 2           | 0           | 0        | 2           |
| V1 2019-20  | PFU         | 24       | 86          | 556      | 144      | 31       | 25.9     | 7              | 1              | 0              | 14.3           | 1.67              | 14       | 0.16           | 263    | 4              | 4        | 18     | 77     | 8.7      | 760            | 339            | 193            | 57.3           | 144         | 14          | 8        | 166         |
| V1 2018-19  | KUROBE      | 22       | 74          | 748      | 207      | 56       | 27.7     | 15             | 1              | 0              | 6.7            | 2.80              | 13       | 0.18           | 251    | 1              | 10       | 10     | 62     | 9.6      | 570            | 327            | 107            | 66.8           | 207         | 13          | 11       | 231         |
| V2 2017-18  | KUROBE      | 18       | 68          | 642      | 213      | 46       | 33.2     | 27             | 2              | 3              | 7.4            | 3.13              | 27       | 0.40           | 292    | 3              | 10       | 9      | 97     | 12.0     | 530            | 310            | 101            | 68.0           | 213         | 27          | 13       | 253         |
| V2 2016-17  | KUROBE      | 21       | 72          | 185      | 49       | 14       | 26.5     | 5              | 0              | 1              | 0.0            | 0.68              | 3        | 0.04           | 62     | 1              | 0        | 4      | 20     | 9.7      | 408            | 298            | 0              | 73.0           | 49          | 3           | 1        | 53          |
| V2 2015-16  | KUROBE      | 21       | 79          | 930      | 298      | 73       | 32.0     | 38             | 4              | 5              | 10.5           | 3.77              | 28       | 0.35           | 317    | 1              | 8        | 14     | 142    | 13.5     | 545            | 360            | 0              | 66.1           | 298         | 28          | 9        | 335         |
| V2 2014-15  | KUROBE      | 18       | 70          | 874      | 304      | 71       | 34.8     | 50             | 7              | 7              | 14.0           | 4.34              | 15       | 0.21           | 306    | 5              | 7        | 13     | 112    | 12.6     | 291            | 208            | 0              | 71.5           | 304         | 15          | 12       | 331         |
| 通算：1大会 | 通算：1大会 | 144      | 495         | 3949     | 1217     | 292      | 30.8     | 143            | 15             | 16             | 10.5           | 2.46              | 100      | 0.20           | 1498   | 15             | 39       | 70     | 511    | 11.0     | 3281           | 1913           | 452            | 65.2           | 1217        | 100         | 54       | 1371        |

## 出演

### YouTube
V.LEAGUE Official Channel 
- #V.LEAGUE #KUROBEアクアフェアリーズ #DAZN #アタックタイムチャレンジ（平谷里奈、浮島杏加子らと共に出演）

 PFUブルーキャッツ【Official】 
- PFUブルーキャッツ【青猫じゃらし】和才選手に○○聞いてみた♪
- PFUブルーキャッツ【青猫じゃらし】号外！ FAREWELL MATCH 2020

 とやまスポーツ応援バラエティリー!リー!リー!
- アクアフェアリーズ初観戦Part2！！ドキドキの記者会見！まーし赤面で大ピンチ！？
- アクア、サンダバ未公開&総集編。まーし初登場からサンダバ田畑監督まで

 NEO Teachers 
- 和才 奈々美先生／瀬戸 杏華先生「夢を叶えるために必要なこと」（2020年5月26日配信）
- 和才 奈々美先生／瀬戸 杏華先生「『今』家でできること」（2020年5月26日配信）

### ラジオ
AQUA BEAR 
- 2017年04月13日 放送分
- 2017年07月06日 放送分
- 2017年09月14日 放送分
- 2017年10月19日 放送分
- 2017年11月23日 放送分
- 2017年12月21日 放送分
- 2018年02月08日 放送分
- 2018年03月29日 放送分
- 2018年05月03日 放送分
- 2018年06月14日 放送分
- 2018年08月02日 放送分
- 2018年09月13日 放送分
- 2018年10月18日 放送分
- 2018年12月27日 放送分
- 2019年03月28日 放送分

## 関係のある人物
日本体育大学時代のチームメイト
- 岸本瞳（1989年生）
- 中村亜友美（1990年生）
- 藤井桜子（1990年生）
- 丸山紗季（1991年生）
- 小幡真子（1992年生）
- 島畑奈緒子（1993年生）
- 中川千世（1993年生）
- 柴田真果（1994年生）
- 中屋夏澄（1994年生）